# Combretum kwangsiense
Combretum kwangsiense là một loài thực vật có hoa trong họ Trâm bầu. Loài này được H.L.Li mô tả khoa học đầu tiên năm 1943.